# Hallandsgnejs

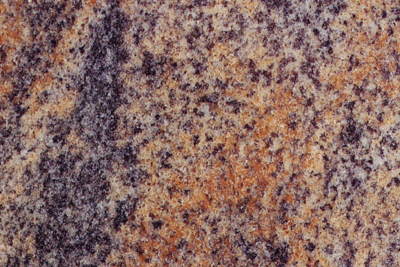
Hallandiagnejs

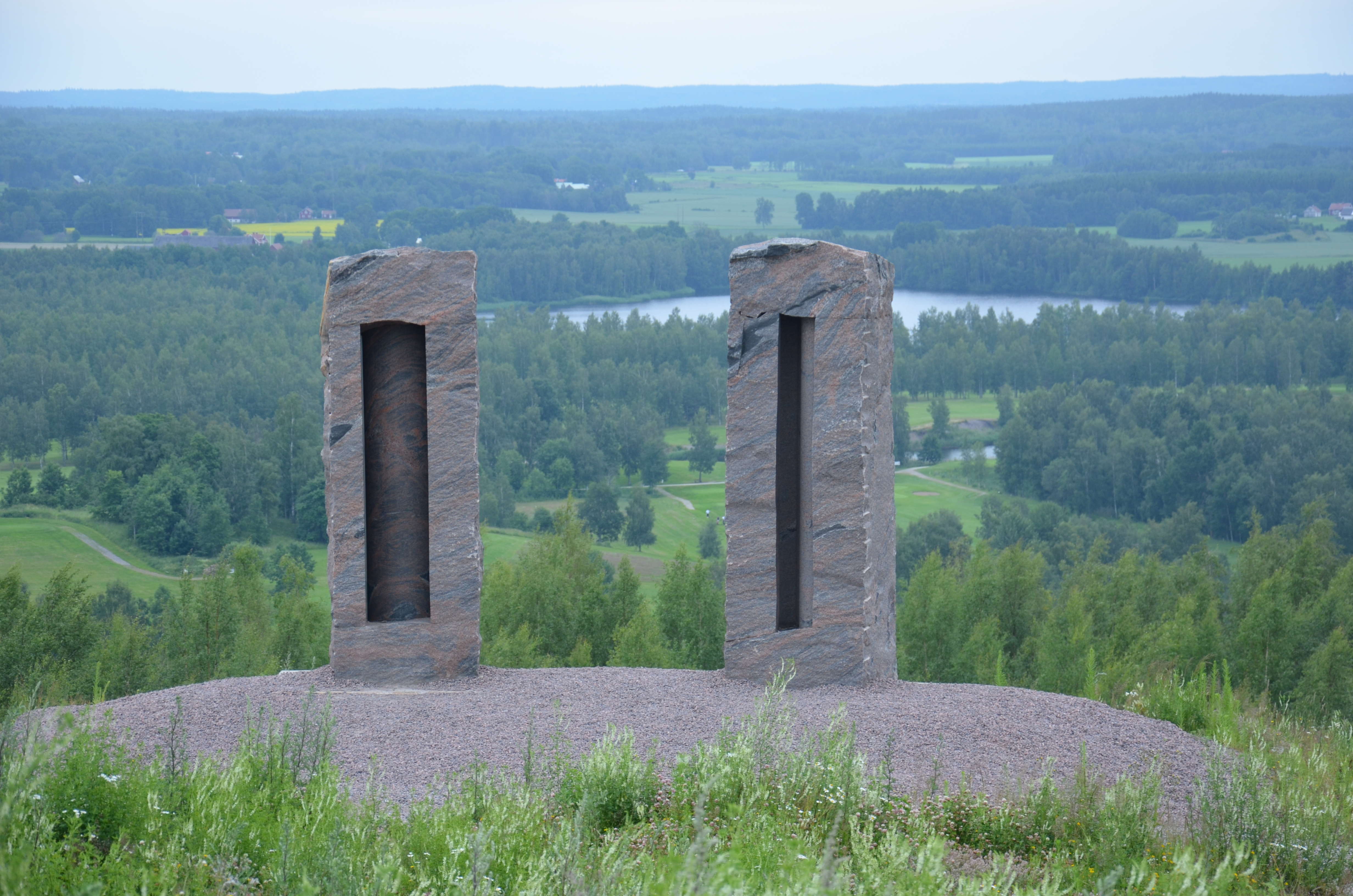
Ljusrum av Pål Svensson på Konst på Hög, hallandsgnejs

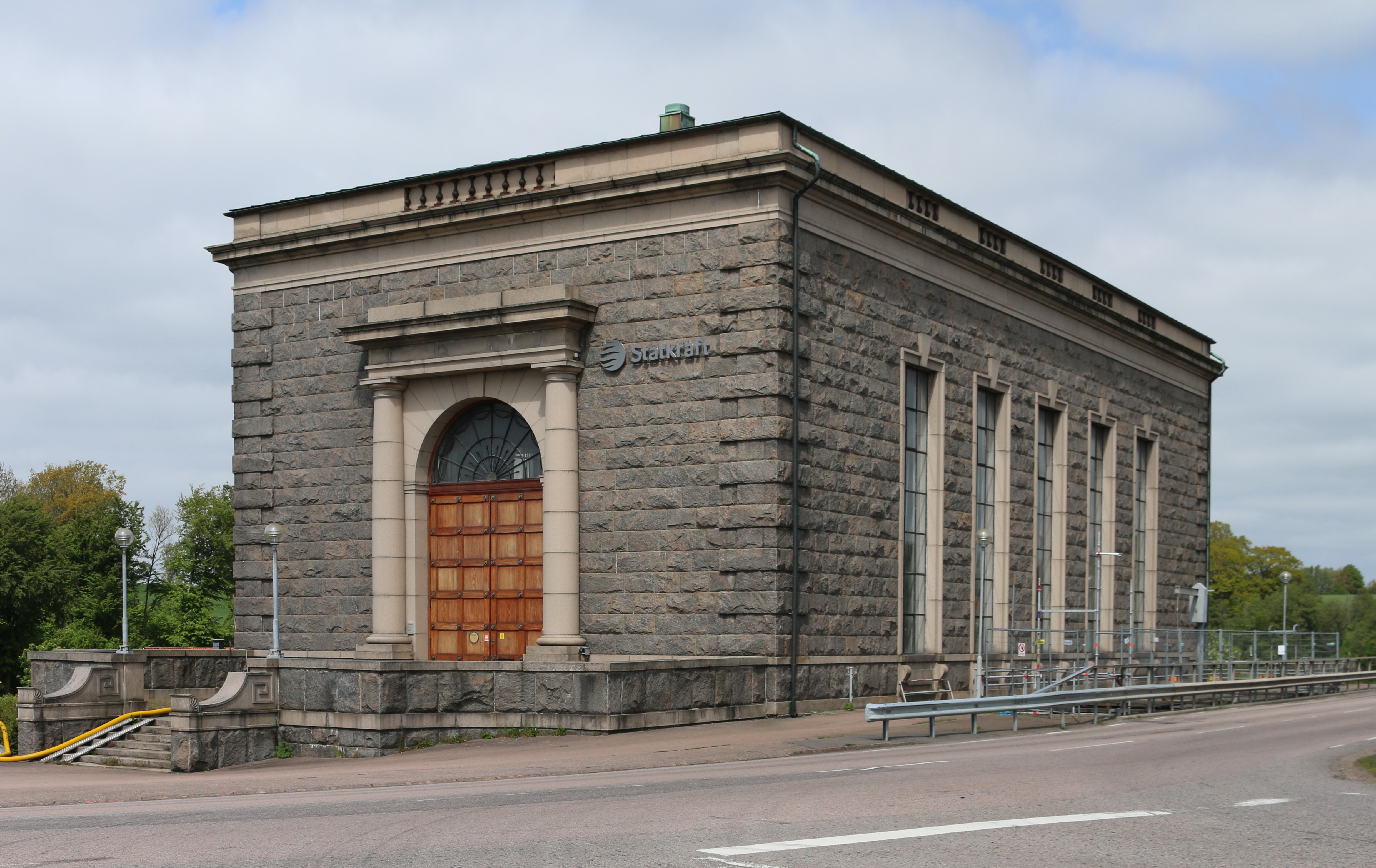
Laholms kraftverk

Hallandsgnejs, eller hallandiagnejs är en gnejs som förekommer på olika ställen i Halland.
Hallandiagnejs är normalt röd till gråröd med röda vindlande ådror. 
Hallandsgnejs bryts bland annat på västra delen av bergsryggen Nyårsåsen i Halmstads kommun. 
Denna typ av Hallandiagnejs är eftertraktad av naturstensindustrin som byggnadssten och till utsmyckningar. 